# Chewelah
Chewelah [tʃəˈwiːlə] är en ort i Stevens County i delstaten Washington i USA. Vid 2010 års folkräkning hade Chewelah 2 607 invånare.